# Molophilus (Molophilus) repentinus
Molophilus (Molophilus) repentinus is een tweevleugelige uit de familie steltmuggen (Limoniidae). De soort komt voor in het Palearctisch gebied.